# Juventae Fons
Juventae Fons  è una caratteristica di albedo della superficie di Marte.